# Folke Melcher
Folke Olsson Melcher, född den 1 juni 1901 i Karlstad, död den 29 september 1978 i Täby, var en svensk sjömilitär.
Melcher avlade sjöofficersexamen 1923. Han blev löjtnant 1925, kapten 1937, kommendörkapten av andra graden 1943 och av första graden 1946. Melcher studerade vid Sjökrigshögskolan och bedrev specialstudier i geodesi och fotogrammetri vid Kungliga tekniska högskolan 1940–1942. Han blev byrådirektör vid sjömätningsavdelningen vid Sjökarteverket 1944 och avdelningschef vid Esselte 1956. Melcher blev riddare av Svärdsorden 1944. Han vilar på Djursholms begravningsplats.